# Русскій Вістникъ
«Русскій Bѣстникъ» — закарпатський москвофільський та опозиційний до чехословацького уряду тижневик, орган Автономного Земледільського Союзу, фінансований угорськими колами з Будапешту.
Виходив в Ужгороді у 1923 — 1939 роках «язичієм» з деяким наближенням до російської мови.
Головний редактор — Андрій Бродій (1923—1933), відповідальний редактор — І. Шпак. Припинений 31 жовтня 1938 владою Карпатської України.

У № 33 «Русского ВѢстника», від 20 листопада 1938 року, на першій сторінці надрукувала звернення Горті до мешканців Закарпаття, яке було приєднане до Угорщини: 
|  | Русины! Возсіяло над Вами солнце свободы. Ваши долголѢтные страданія и искушенія окончилися. Ваше мученичество, Ваша крѢпка воля и наша обща борьба привели насъ къ побѢдѢ. Снова свитятъ надъ Вами лучи Святой Короны, снова будете жити въ одной державѢ. Любовь и попеченіе угорской отчины встрѢчаютъ Васъ. Мадьярскіе королевскіе гонведы вступаютъ первыми на освобожденные отъ рабства наши землѢ, чтобы защищали и больше никогда не покинули ихъ. Мы заключаеме Васъ всѢхъ живущихъ на сихъ областяхъ въ свои братскіе объятія. Русскій народе радуйся! Да будетъ всюди порядокъ и спокой. Не забудьте, чтоцѢлый свѢтъ смотритъ на Васъ. Да будетъ благодать Бога над нашимъ отечествомъ. Николай Горти, регент Угорщины |